# Saltos ornamentais no Campeonato Europeu de Esportes Aquáticos de 2016 - Trampolim 1 m individual masculino
A prova do trampolim 1 m individual masculino dos saltos ornamentais no Campeonato Europeu de Esportes Aquáticos de 2016 ocorreu no dia 10 de maio em Londres, no Reino Unido. 

## Calendário
| Fase       | Data       | Hora  |
| ---------- | ---------- | ----- |
| Preliminar | 10 de maio | 12:00 |
| Final      | 10 de maio | 19:30 |

Todos os horários estão no horário local (UTC+0)

## Medalhistas
| Ouro               | Prata                | Bronze                 |
| Illya Kvasha (UKR) | Giovanni Tocci (ITA) | Constantin Blaha (AUT) |

## Resultados
Esses foram os resultados da competição.
| Pos.              | Saltador           | Nacionalidade | Preliminar | Preliminar | Final  | Final |
| Pos.              | Saltador           | Nacionalidade | Pontos     | Pos.       | Pontos | Pos.  |
| ----------------- | ------------------ | ------------- | ---------- | ---------- | ------ | ----- |
| Medalha de ouro   | Illya Kvasha       | Ucrânia       | 424.35     | 1          | 439.70 | 1     |
| Medalha de prata  | Giovanni Tocci     | Itália        | 352.25     | 8          | 414.30 | 2     |
| Medalha de bronze | Constantin Blaha   | Áustria       | 401.55     | 2          | 402.55 | 3     |
| 4                 | Oleh Kolodiy       | Ucrânia       | 378.15     | 5          | 390.65 | 4     |
| 5                 | Matthieu Rosset    | França        | 400.55     | 3          | 390.15 | 5     |
| 6                 | Nikita Shleikher   | Rússia        | 338.35     | 10         | 388.50 | 6     |
| 7                 | Frederick Woodward | Reino Unido   | 356.25     | 7          | 378.20 | 7     |
| 8                 | Oliver Dingley     | Irlanda       | 364.95     | 6          | 373.90 | 8     |
| 9                 | Jordan Houlden     | Reino Unido   | 332.40     | 12         | 368.55 | 9     |
| 10                | Evgenii Novoselov  | Rússia        | 383.65     | 4          | 364.05 | 10    |
| 11                | Andrzej Rzeszutek  | Polónia       | 335.95     | 11         | 362.05 | 11    |
| 12                | Kacper Lesiak      | Polónia       | 343.05     | 9          | 325.50 | 12    |
| 13                | Nicolás García     | Espanha       | 325.00     | 13         |        |       |
| 14                | Frithjof Seidel    | Alemanha      | 323.55     | 14         |        |       |
| 15                | Jouni Kallunki     | Finlândia     | 321.40     | 15         |        |       |
| 16                | Alberto Arévalo    | Espanha       | 314.75     | 16         |        |       |
| 17                | Guillaume Dutoit   | Suíça         | 313.00     | 17         |        |       |
| 18                | Fabian Brandl      | Áustria       | 298.15     | 18         |        |       |
| 19                | Simon Rieckhoff    | Suíça         | 291.00     | 19         |        |       |
| 20                | Jack Ffrench       | Irlanda       | 286.70     | 20         |        |       |
| 21                | Joey van Etten     | Países Baixos | 286.40     | 21         |        |       |
| 22                | Juho Junttila      | Finlândia     | 284.80     | 22         |        |       |
| 23                | Vinko Paradzik     | Suécia        | 272.25     | 23         |        |       |
| 24                | Yury Naurozau      | Bielorrússia  | 271.10     | 24         |        |       |